# 琼·哈克特
琼·哈克特（英語：Joan Hackett，1934年3月1日—1983年10月8日），女，美国演员。曾获得金球奖最佳电影女配角。